# جاك بوب
جاك بوب (بالإنجليزية: Jack Pope)‏ هو قاضي ومحامي أمريكي، ولد في 18 أبريل 1913 في أبيلين في الولايات المتحدة، وتوفي في 25 فبراير 2017 في أوستن في الولايات المتحدة.